# Rusizi
Rusizi är ett distrikt (akarere) i Västprovinsen i sydvästra Rwanda. Huvudort i distriktet är Cyangugu. Distriktet ligger i den södra änden av sjön Kivu, där denna avvattnas av Ruzizifloden, ifrån vilken distriktet fått sitt namn. Distriktet rymmer den västra delen av nationalparken Nyungwe Forest nationalpark.